# Entre l'arbre et l'écorce

Entre l'arbre et l'écorce est un téléfilm français réalisé par Bruno Gantillon en 2000.

## Synopsis
À la mort de son père, Alexandre reprend la scierie. Son frère Thomas, revient de Paris pour s'installer dans le village, dont il rêve depuis toujours d'abandonner l'univers citadin, pour retrouver une liberté largement idéalisée dans son souvenir.

## Fiche technique
- Titre : Entre l'arbre et l'écorce
- Réalisation : Bruno Gantillon
- Scénario : Jacqueline Cauët et Stéphan Plonsky
- Image : Jean Monsigny
- Musique : Bernard Grimaldi
- Montage : Dominique Petitjean
- Production : Anabase Production
- Genre : Comédie dramatique
- Durée : 88 minutes
- Date de diffusion : 9 septembre 2000 sur France 3

## Distribution
- Jean-François Stévenin : Alexandre
- Thierry Fortineau : Thomas
- Barbara Rudnik : Flora
- Isabelle Linnartz : Janine
- Thomas Salsmann : Michel
- Ludovic Bergery : Louis
- William Léger : Jérémie
- Delphine Le Goff : Maryse